# Miami Open 2023
Il Miami Open 2023, ufficialmente Miami Open presented by Itaú 2023 è stato un torneo di tennis giocato su campi in cemento. È stata la 38ª edizione del Miami Open facente parte della categoria ATP Tour Masters 1000 nell'ambito dell'ATP Tour 2023 e la 38ª edizione della categoria WTA 1000 nell'ambito del WTA Tour 2023. Sia il torneo maschile sia quello femminile si sono disputati all'Hard Rock Stadium di Miami Gardens, negli Stati Uniti, dal 21 marzo al 2 aprile 2023.

## Partecipanti ATP singolare

### Teste di serie
| Nazionalità | Giocatore                   | Ranking* | Testa di serie |
| ----------- | --------------------------- | -------- | -------------- |
| Spagna      | Carlos Alcaraz              | 1        | 1              |
| Grecia      | Stefanos Tsitsipas          | 3        | 2              |
| Norvegia    | Casper Ruud                 | 4        | 3              |
|             | Daniil Medvedev             | 5        | 4              |
| Canada      | Félix Auger-Aliassime       | 6        | 5              |
|             | Andrej Rublëv               | 7        | 6              |
| Danimarca   | Holger Rune                 | 8        | 7              |
| Polonia     | Hubert Hurkacz              | 9        | 8              |
| Stati Uniti | Taylor Fritz                | 10       | 9              |
| Italia      | Jannik Sinner               | 11       | 10             |
| Regno Unito | Cameron Norrie              | 12       | 11             |
| Stati Uniti | Frances Tiafoe              | 14       | 12             |
| Germania    | Alexander Zverev            | 15       | 13             |
|             | Karen Chačanov              | 16       | 14             |
| Australia   | Alex de Minaur              | 18       | 15             |
| Stati Uniti | Tommy Paul                  | 19       | 16             |
| Croazia     | Borna Ćorić                 | 20       | 17             |
| Italia      | Lorenzo Musetti             | 21       | 18             |
| Italia      | Matteo Berrettini           | 23       | 19             |
| Spagna      | Alejandro Davidovich Fokina | 25       | 20             |
| Bulgaria    | Grigor Dimitrov             | 27       | 21             |
| Spagna      | Roberto Bautista Agut       | 28       | 22             |
| Regno Unito | Daniel Evans                | 29       | 23             |
| Canada      | Denis Shapovalov            | 30       | 24             |
| Argentina   | Francisco Cerúndolo         | 31       | 25             |
| Paesi Bassi | Botic van de Zandschulp     | 32       | 26             |
| Argentina   | Sebastián Báez              | 33       | 27             |
| Giappone    | Yoshihito Nishioka          | 34       | 28             |
| Serbia      | Miomir Kecmanović           | 35       | 29             |
| Stati Uniti | Maxime Cressy               | 37       | 30             |
| Argentina   | Diego Schwartzman           | 38       | 31             |
| Stati Uniti | Ben Shelton                 | 39       | 32             |

* Ranking al 20 marzo 2023.

### Altri partecipanti
I seguenti giocatori hanno ricevuto una wild card per il tabellone principale:
- Zizou Bergs
- Tarō Daniel
- Emilio Nava
- Shang Juncheng
- Dominic Thiem

I seguenti giocatori sono entrati in tabellone con il ranking protetto:
- Kyle Edmund
- Gaël Monfils
- Guido Pella

I seguenti giocatori sono entrati nel tabellone principale passando dalle qualificazioni:

- Nuno Borges
- Yosuke Watanuki
- Jordan Thompson
- Felipe Meligeni Alves
- Jan-Lennard Struff
- Benoît Paire
- Cristian Garín
- Daniel Altmaier
- Aleksandar Vukic
- Christopher Eubanks
- Pavel Kotov
- Roman Safiullin

I seguenti giocatori sono entrati in tabellone come lucky loser:
- Christopher O'Connell
- Thanasi Kokkinakis
- Aleksandar Kovacevic

### Ritiri
Prima del torneo
- Benjamin Bonzi → sostituito da  Ugo Humbert
- Jenson Brooksby → sostituito da  Thiago Monteiro
- Pablo Carreño Busta → sostituito da  Alexei Popyrin
- Marin Čilić → sostituito da  Il'ja Ivaška
- Novak Đoković → sostituito da  Daniel Elahi Galán
- Jack Draper → sostituito da  Christopher O'Connell
- David Goffin → sostituito da  Márton Fucsovics
- Tallon Griekspoor → sostituito da  Facundo Bagnis
- Sebastian Korda → sostituito da  Denis Kudla
- Filip Krajinović → sostituito da  Thanasi Kokkinakis
- Kwon Soon-woo → sostituito da  Fabio Fognini
- Nick Kyrgios → sostituito da  Oscar Otte
- Constant Lestienne → sostituito da  Aleksandar Kovacevic
- Corentin Moutet → sostituito da  Dušan Lajović
- Rafael Nadal → sostituito da  Juan Pablo Varillas

## Partecipanti ATP doppio

### Teste di serie
| Nazionalità | Giocatore         | Nazionalità | Giocatore         | Ranking* | Teste di serie |
| ----------- | ----------------- | ----------- | ----------------- | -------- | -------------- |
| Paesi Bassi | Wesley Koolhof    | Regno Unito | Neal Skupski      | 2        | 1              |
| Stati Uniti | Rajeev Ram        | Regno Unito | Joe Salisbury     | 7        | 2              |
| Croazia     | Nikola Mektić     | Croazia     | Mate Pavić        | 11       | 3              |
| El Salvador | Marcelo Arévalo   | Paesi Bassi | Jean-Julien Rojer | 14       | 4              |
| Regno Unito | Lloyd Glasspool   | Finlandia   | Harri Heliövaara  | 25       | 5              |
| India       | Rohan Bopanna     | Australia   | Matthew Ebden     | 29       | 6              |
| Spagna      | Marcel Granollers | Argentina   | Horacio Zeballos  | 32       | 7              |
| Monaco      | Hugo Nys          | Polonia     | Jan Zieliński     | 34       | 8              |

* Ranking al 20 marzo 2023.

### Altri partecipanti
Le seguenti coppie di giocatori hanno ricevuto una wild card per il tabellone principale:
- Martin Damm /  Shang Juncheng
- Marcelo Demoliner /  Christopher Eubanks
- Marcos Giron /  Jeffrey John Wolf

La seguente coppia di giocatori è entrata in tabellone come alternate:
- Gonzalo Escobar /  Fabien Reboul

### Ritiri
Prima del torneo
- Pablo Carreño Busta /  Jaume Munar → sostituiti da  Jaume Munar  /  Bernabé Zapata Miralles
- Ivan Dodig /  Austin Krajicek → sostituiti da  Austin Krajicek  /  Nicolas Mahut
- Hubert Hurkacz /  John Isner → sostituiti da  Gonzalo Escobar /  Fabien Reboul

## Partecipanti singolare WTA

### Teste di serie
| Nazionalità | Giocatrice             | Ranking* | Testa di serie |
| ----------- | ---------------------- | -------- | -------------- |
| Polonia     | Iga Świątek            | 1        | 1              |
|             | Aryna Sabalenka        | 2        | 2              |
| Stati Uniti | Jessica Pegula         | 3        | 3              |
| Tunisia     | Ons Jabeur             | 5        | 4              |
| Francia     | Caroline Garcia        | 4        | 5              |
| Stati Uniti | Coco Gauff             | 6        | 6              |
| Grecia      | Maria Sakkarī          | 10       | 7              |
|             | Dar'ja Kasatkina       | 8        | 8              |
| Svizzera    | Belinda Bencic         | 9        | 9              |
| Kazakistan  | Elena Rybakina         | 7        | 10             |
|             | Veronika Kudermetova   | 11       | 11             |
|             | Ljudmila Samsonova     | 15       | 12             |
| Brasile     | Beatriz Haddad Maia    | 14       | 13             |
|             | Viktoryja Azaranka     | 16       | 14             |
| Rep. Ceca   | Petra Kvitová          | 12       | 15             |
| Rep. Ceca   | Barbora Krejčíková     | 13       | 16             |
| Rep. Ceca   | Karolína Plíšková      | 17       | 17             |
|             | Ekaterina Aleksandrova | 18       | 18             |
| Stati Uniti | Madison Keys           | 21       | 19             |
| Polonia     | Magda Linette          | 19       | 20             |
| Spagna      | Paula Badosa           | 29       | 21             |
| Croazia     | Donna Vekić            | 20       | 22             |
| Cina        | Zheng Qinwen           | 23       | 23             |
| Lettonia    | Jeļena Ostapenko       | 22       | 24             |
| Italia      | Martina Trevisan       | 24       | 25             |
| Cina        | Zhang Shuai            | 27       | 26             |
|             | Anastasija Potapova    | 26       | 27             |
| Ucraina     | Anhelina Kalinina      | 28       | 28             |
| Croazia     | Petra Martić           | 41       | 29             |
| Stati Uniti | Danielle Collins       | 30       | 30             |
| Rep. Ceca   | Marie Bouzková         | 36       | 31             |
| Cina        | Zhu Lin                | 40       | 32             |

* Ranking al 20 marzo 2023.

### Altre partecipanti
Le seguenti giocatrici hanno ricevuto una wild card per il tabellone principale:
- Ėrika Andreeva
- Hailey Baptiste
- Fernanda Contreras Gómez
- Alex Eala
- Brenda Fruhvirtová
- Victoria Jiménez Kasintseva
- Ashlyn Krueger
- Robin Montgomery

Le seguenti giocatrici sono entrate in tabellone con il ranking protetto:
- Sofia Kenin
- Evgenija Rodina
- Taylor Townsend
- Markéta Vondroušová

Le seguenti giocatrici sono entrate nel tabellone principale passando dalle qualificazioni:

- Varvara Gračëva
- Anna-Lena Friedsam
- Storm Hunter
- Karolína Muchová
- Mirjam Björklund
- Katherine Sebov
- Anna Karolína Schmiedlová
- Viktorija Golubic
- Nao Hibino
- Tereza Martincová
- Laura Siegemund
- Lesja Curenko

Le seguenti giocatrici sono subentrata in tabellone come lucky loser:
- Magdalena Fręch
- Julia Grabher
- Viktorija Tomova

### Ritiri
Prima del torneo
- Alizé Cornet → sostituita da  Taylor Townsend
- Lauren Davis → sostituita da  Viktorija Tomova
- Anett Kontaveit → sostituita da  Maryna Zanevs'ka
- Camila Osorio → sostituita da  Emma Raducanu
- Alison Riske-Amritraj → sostituita da  Madison Brengle
- Iga Świątek → sostituita da  Julia Grabher
- Patricia Maria Țig → sostituita da  Anna Bondár
- Alison Van Uytvanck → sostituita da  Tamara Korpatsch
- Zhang Shuai → sostituita da  Magdalena Fręch

## Partecipanti doppio WTA

### Teste di serie
| Nazione     | Giocatrice               | Nazione     | Giocatrice         | Ranking* | Testa di serie |
| ----------- | ------------------------ | ----------- | ------------------ | -------- | -------------- |
| Rep. Ceca   | Barbora Krejčíková       | Rep. Ceca   | Kateřina Siniaková | 3        | 1              |
| Stati Uniti | Coco Gauff               | Stati Uniti | Jessica Pegula     | 8        | 2              |
| Ucraina     | Ljudmyla Kičenok         | Lettonia    | Jeļena Ostapenko   | 18       | 3              |
| Stati Uniti | Desirae Krawczyk         | Paesi Bassi | Demi Schuurs       | 22       | 4              |
| Cina        | Xu Yifan                 | Cina        | Yang Zhaoxuan      | 25       | 5              |
| Australia   | Storm Hunter             | Belgio      | Elise Mertens      | 27       | 6              |
| Brasile     | Beatriz Haddad Maia      | Messico     | Giuliana Olmos     | 33       | 7              |
| Stati Uniti | Nicole Melichar-Martinez | Australia   | Ellen Perez        | 35       | 8              |
| Canada      | Gabriela Dabrowski       | Brasile     | Luisa Stefani      | 36       | 9              |

- Ranking al 20 marzo 2023.

### Altre partecipanti
Le seguenti coppie di giocatrici hanno ricevuto una wild card per il tabellone principale:
- Danielle Collins /  Peyton Stearns
- Brenda Fruhvirtová /  Linda Fruhvirtová
- Makenna Jones /  Sloane Stephens

Le seguenti coppie sono entrate in tabellone con il ranking protetto:
- Danielle Collins /  Peyton Stearns
- Brenda Fruhvirtová /  Linda Fruhvirtová
- Makoto Ninomiya /  Zheng Saisai

Le seguenti coppie sono subentrata in tabellone come alternate:
- Ekaterina Aleksandrova /  Tereza Mihalíková
- Irina-Camelia Begu /  Anhelina Kalinina

### Ritiri
Prima del torneo
- Barbora Krejčíková /  Kateřina Siniaková → sostituite da  Ekaterina Aleksandrova /  Tereza Mihalíková
- Makoto Ninomiya /  Zheng Saisai → sostituite da  Irina-Camelia Begu /  Anhelina Kalinina

## Punti
| Torneo              | V    | F   | SF  | QF  | 4T  | 3T | 2T   | 1T   | Q    | Q2   | Q1   |
| Singolare maschile  | 1000 | 600 | 360 | 180 | 90  | 45 | 25*  | 10   | 16   | 8    | 0    |
| Doppio maschile     | 1000 | 600 | 360 | 180 | 90  | 0  | N.D. | N.D. | N.D. | N.D. | N.D. |
| Singolare femminile | 1000 | 650 | 390 | 215 | 120 | 65 | 35*  | 10   | 30   | 20   | 2    |
| Doppio femminile    | 1000 | 650 | 390 | 215 | 120 | 10 | N.D. | N.D. | N.D. | N.D. | N.D. |

* I giocatori con un bye ricevono i punti del primo turno.

## Montepremi
| Torneo              | V          | F        | SF       | QF       | 4T      | 3T      | 2T      | 1T      | Q2     | Q1     |
| Singolare maschile  | $1,262,220 | $662,360 | $352,635 | $184,465 | $96,955 | $55,770 | $30,885 | $18,660 | $9,440 | $5,150 |
| Singolare femminile | $1,262,220 | $662,360 | $352,635 | $184,465 | $96,955 | $55,770 | $30,885 | $18,660 | $9,440 | $5,150 |
| Doppio maschile     | $436,730   | $231,660 | $123,550 | $62,630  | $33,460 | $18,020 | N.D.    | N.D.    | N.D.   | N.D.   |
| Doppio femminile    | $436,730   | $231,660 | $123,550 | $62,630  | $33,460 | $18,020 | N.D.    | N.D.    | N.D.   | N.D.   |

## Campioni

### Singolare maschile
Daniil Medvedev ha sconfitto in finale  Jannik Sinner con del punteggio di 7-5, 6-3.
• È il diciannovesimo titolo in carriera per Medvedev, il quarto in stagione.

### Singolare femminile
Petra Kvitová ha sconfitto in finale  Elena Rybakina con il punteggio di 7-6(14), 6-2.
• È il trentesimo titolo in carriera per Kvitová, il primo in stagione.

### Doppio maschile
Santiago González /  Édouard Roger-Vasselin hanno sconfitto in finale  Austin Krajicek /  Nicolas Mahut con il punteggio di 7-6(4), 7-5.

### Doppio femminile
Coco Gauff /  Jessica Pegula hanno sconfitto in finale  Leylah Fernandez /  Taylor Townsend con il punteggio di 7-6(6), 6-2.